# Clasificarea climatică Köppen
| Af Am Aw |  | BWh BWk BSh BSk |  | Csa Csb |  | Cwa Cwb Cwc |  | Cfa Cfb Cfc |  | Dsa Dsb Dsc Dsd |  | Dwa Dwb Dwc Dwd |  | Dfa Dfb Dfc Dfd |  | ET EF |

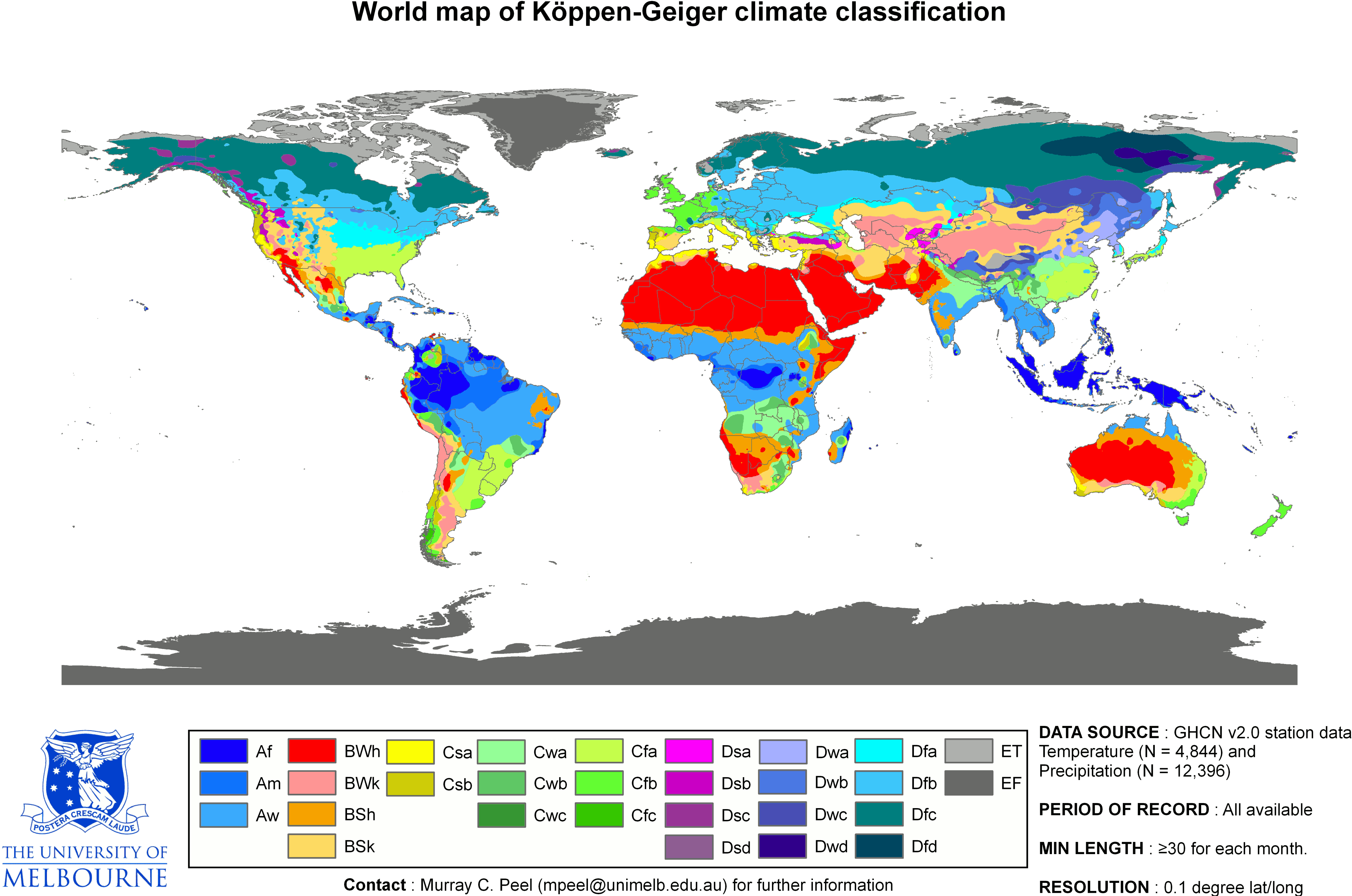
O hartă climatică Köppen–Geiger actualizată

Clasificarea climatică Köppen este unul dintre cele mai folosite sisteme de clasificare climatică. A fost publicat pentru prima dată de climatologul ruso-german Wladimir Köppen în 1884, mai târziu cu câteva modificări realizate de însuși Köppen (în 1918 și 1936). Ulterior, climatologul german Rudolf Geiger a colaborat cu Köppen în vederea unor modificări la sistemul de clasificare, rezultatul final fiind Clasificarea climatică Köppen–Geiger.
În anii '60, sistemul de clasificare climatică Trewartha a fost considerat un sistem Köppen modificat, ce rezolva câteva dintre deficiențe (majoritatea din cauză că zona climatică aflată la mijlocul planului latitudinal era prea largă).
Sistemul se bazează pe conceptul că vegetația nativă este cea mai bună expresie a climatului. Astfel, granițele zonelor climatice au fost selectate pe baza distribuției vegetației. Acesta combină temperaturile și precipitațiile medii anuale și lunare, și sezonalitatea precipitațiilor.:200–1

## Climate tropicale (A)
Climatele tropicale sunt caracterizate prin temperaturi mari constante (la nivelul mării și altitudini mici). Acestea se întind de la nord spre sud, de la aproximativ latitudinea 15° la 25°. În aceste climate temperatura anuală medie depășește 18° C, iar cantitatea de precipitații depășește 1500 mm.

## Climate uscate (B)

### Climate deșertice(BW)
- Climatul deșertic cald (BWh)
- Climatul deșertic rece (BWk)

### Climate semi-aride(BS)
- Climatul semi-arid cald (BSh)
- Climatul semi-arid rece (BSk)

## Climate temperate (C)

### Climate mediteraneene(Cs)
- Climatul mediteraneean continental (Csa)
- Climatul mediteraneean costier (Csb)

### Climate subtropicale (Cfa, Cwa)
- Climatul subtropical umed (Cfa)
- Climatul uscat de vară (Cwa)

## Climate continentale (D)

### Climate continentale cu veri toride(Dfa, Dwa, Dsa)
- Climatul continental umed cu veri toride (Dfa)
- Climatul continental umed cu veri toride și veri uscate/reci (Dwa)

### Climate continentale cu veri calde (Dfb, Dwb, Dsb)
- Climatul continental umed cu veri blânde și precipitații pe tot parcursul anului (Dfb)
- Climatul uscat de vară (Dwb)

### Climate continentale subarctice (Dfc, Dwc, Dsc)
- Climatul uscat de vară (Dfc)
- Climatul uscat de vară (Dwc)